# Кузен, Жюль-Альфонс
Жюль-Альфо́нс Кузе́н (фр. Jules-Alphonse Cousin MEP, 21.04.1842 г., Франция — 18.09.1911 г., Нагасаки, Япония) — католический прелат, миссионер, апостольский викарий Северной Японии и епископ Нагасаки с 26 июня 1885 года по 18 сентября 1911 года, член миссионерской конгрегации Парижское общество заграничных миссий.

## Биография
27 апреля 1864 года Жюль-Альфонс Кузен вступил в миссионерскую конгрегацию «Парижское общество заграничных миссий». 23 декабря 1865 года Жюль-Альфонс был рукоположён в священника.
26 июня 1885 года Римский папа Лев XIII назначил Жюля-Альфонса Кузена викарием апостольского викариата Южной Японии и титулярным епископом Акмонии. 21 сентября 1885 года состоялось рукоположение Жюля-Альфонса Кузена в епископа, которое совершил викарий апостольского викариата Северной Японии и титулярный епископ Армины Аркадийской Пьер-Мари Осу в сослужении с титулярным епископом Мари-Жаном-Гюставом Бланом.
15 июня 1891 года апостольский викариат Южной Японии был перобразован в епархию Нагасаки и Жюль-Альфонс Кузен стал ординарием этой епархии.
Скончался 18 сентября 1911 года в городе Нагасаки.